# Grad Samobor
Koordinati:   45°47′55″N, 15°41′54″E
Grad Samobor je grad, ki je stal na hribu Tepec nad Samoborjem, Hrvaška, in nad potokom Vugrinščak. Danes so ohranjene le mogočne ruševine še stoječih obodnih zidov in grajske kapele sv. Ane.

## Zgodovina
Prvi utrjeni grad na hribu iznad pomembnega križišča poti v severozahodnem kotu savske doline iznad srednjeveškega trga Samobor, je dal zgraditi že češki kralj Otokar II. Přemysl v letih 1260−1264, ki je bil takrat v večkrat v vojni z ogrskimi kralji Bela IV. in Štefanom V.  Trdnjava je bila zgrajena na živi skali, nepravilnega tlorisa, ki so jo v stoletjih dozidavali.
Utrjen grad ni bil dolgo v rokah češkega kralja, saj so ga že pred letom 1272 zavzele hrvaško-ogrske sile pod vodstvom kneza Ivana Jaroslava Okićkega, ki ga je predal ogrskemu kralju, ki je omenjenega leta mesto Samobor in utrjen grad (Stari grad) podaril v fevd Nikoli Baboniću, knezu iz Vodic. V drugi polovici 14. stoletja so bili na gradu ogrski kraljevi gradiščani. Ob koncu stoletja pa imajo Samoborsko posest Albeni Medvedgradski, katerih član Eberhard postane zagrebški škof. Od začetka 15. stoletja  (med letoma 1406 in 1412) so grad s pripadajočo gospoščino in trgom pod njim v zastavo prejeli Celjski grofje (Friderik in njegov oče Herman). Okoli leta 1434 so postali lastniki in grad obdržali vse do izumrtja leta 1456. Po Ulrikovi smrti je Samobor podedovala njegova vdova Katarina Branković, ki je za samoborskega kastelana imela Hansa Appreharja, nato pa je Samobor dala v zastavo štajerskemu vitezu Andreju Baumkircherju in ga leta 1463 nazadnje prodala nemškemu cesarju Frideriku IX. Leta 1475 ga je imel v najemu kapitan Metlike Pankracij Auersperg. Po vojni ogrskega kralja Matije Korvina s Habsburžani je kralj Korvin pridobil Samobor in ga leta 1488 zamenjal za štajerski grad Ormož, ki ga je imela v lasti Barbara vdova po knezu Dujmu Frankopanu.
Tako samoborsko gospostvo pride v last Frankopanov. Potem grad in posest menja veliko lastnikov; Tržaške, Tahyje, Auersperge, Kiepache, zadnji lastniki gradu, ki so v njem prebivali so bili grofje  Erdödy in Kulmer. Samoborska občina je leta 1902 grad odkupila od njegovega takratnega lastnika grofa Montecuccolija in ga namenila izletništvu.

## Arhitektonsko-gradbeni elementi
Na jugovzhodnem delu jedra se nahaja visok obrambni stolp v ruševinah, ki je edini večji ostanek prvotnega Otokarjevega gradu.  Ob tem stolpu se nahaja polkrožni stolp z malo gotsko kapelo sv. Ane iz tretjega desetletja 16. stoletja na prvem nadstropju troetažnega stolpa.
V tretjem desetletju 16. stoletja so trdnjavo začeli dograjevati in postopno širiti jedro graščine proti severu – v podolgovato trapezoidno dvorišče okroženo z močnim obrambnim zidom s peterokotnim stolpom na straneh. Skozi 17. stoletje in 18. stoletje so trdnjavo dograjevali in pregrajevali, kot zadnja znotraj gradu je bila postavljena trinadstropna hiša na njegovi južni strani. Z dograjevanjem in pregrajevanjem trdnjava izgubi fortifikacijsko funkcijo in se postopno spremeni v dvorec baročnega tipa.  Zadnji prebivalci dvorac zapustijo konec 18. stoletja, in takrat začne propad v ruševine.

## Galerija
- Tloris
- 3D rekonstrukcija
- 3D rekonstrukcija
- 3D rekonstrukcija